# Alocha sordida
Alocha sordida är en insektsart som beskrevs av Victor Antoine Signoret 1855. Alocha sordida ingår i släktet Alocha och familjen dvärgstritar. Inga underarter finns listade i Catalogue of Life.